# بول ماغلوار
بول ماغلوار (بالفرنسية: Paul Magloire) (و. 1907 – 2001 م) هو سياسي من هايتي ولد في هايتي.

## روابط خارجية
- بول ماغلوار على موقع مونزينجر (الألمانية)